# Dicranotropis alope
Dicranotropis alope är en insektsart som beskrevs av Ronald Gordon Fennah 1961. Dicranotropis alope ingår i släktet Dicranotropis och familjen sporrstritar. Inga underarter finns listade i Catalogue of Life.